# Maima soo
Maima soo är ett träsk i Estland.   Det ligger i landskapet Pärnumaa, i den sydvästra delen av landet, 100 km söder om huvudstaden Tallinn.